# Comödienhaus Bad Liebenstein

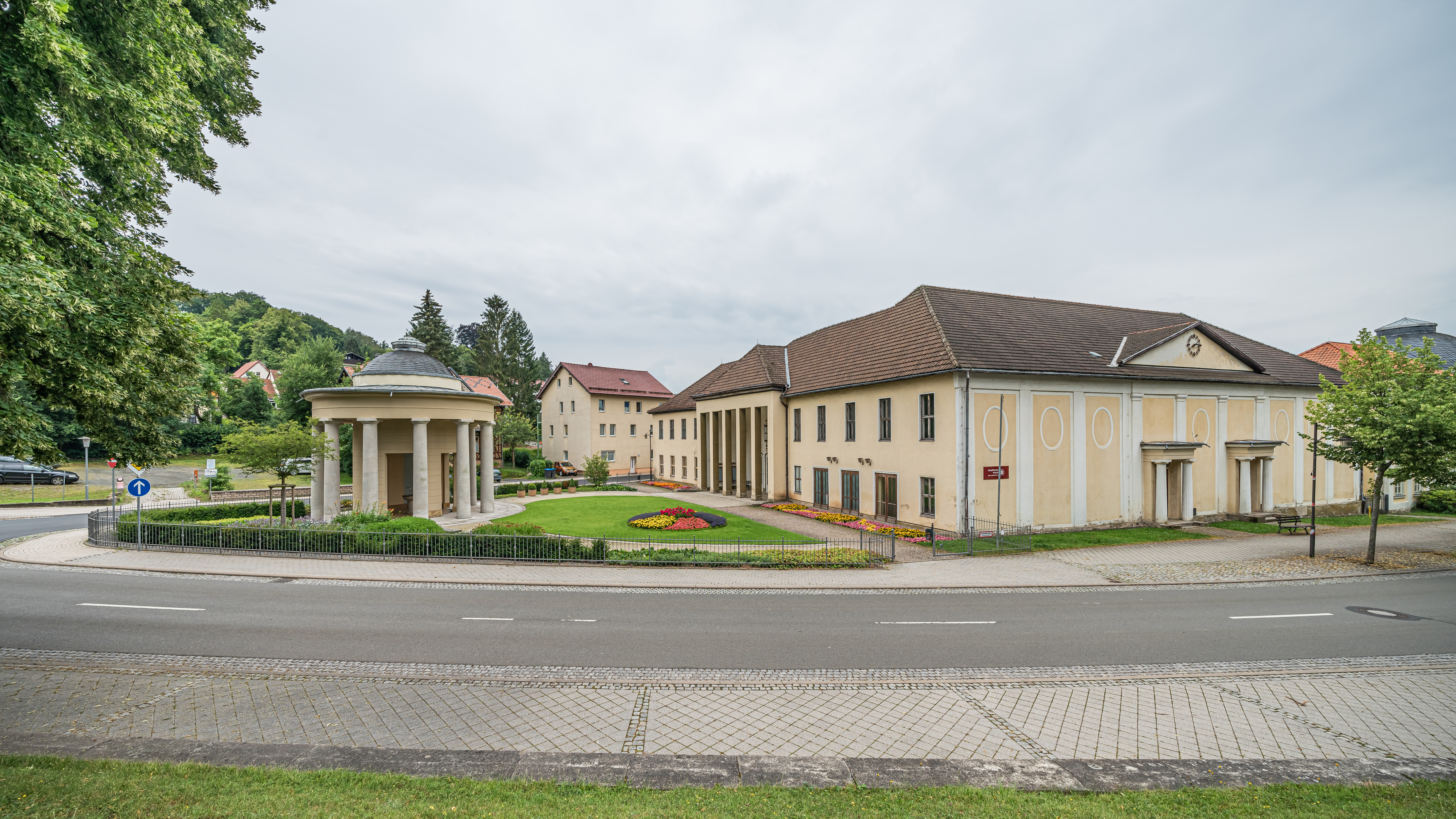
Theater mit Brunnentempel

Das Comödienhaus Bad Liebenstein – etwa von 1870 bis 2017 Kurtheater Bad Liebenstein – ist das 1800 gegründete Theater in der Stadt Bad Liebenstein. Es bestand damit schon vor dem bekannten Meininger Theater im damaligen Herzogtum Sachsen-Meiningen.

## Geschichte

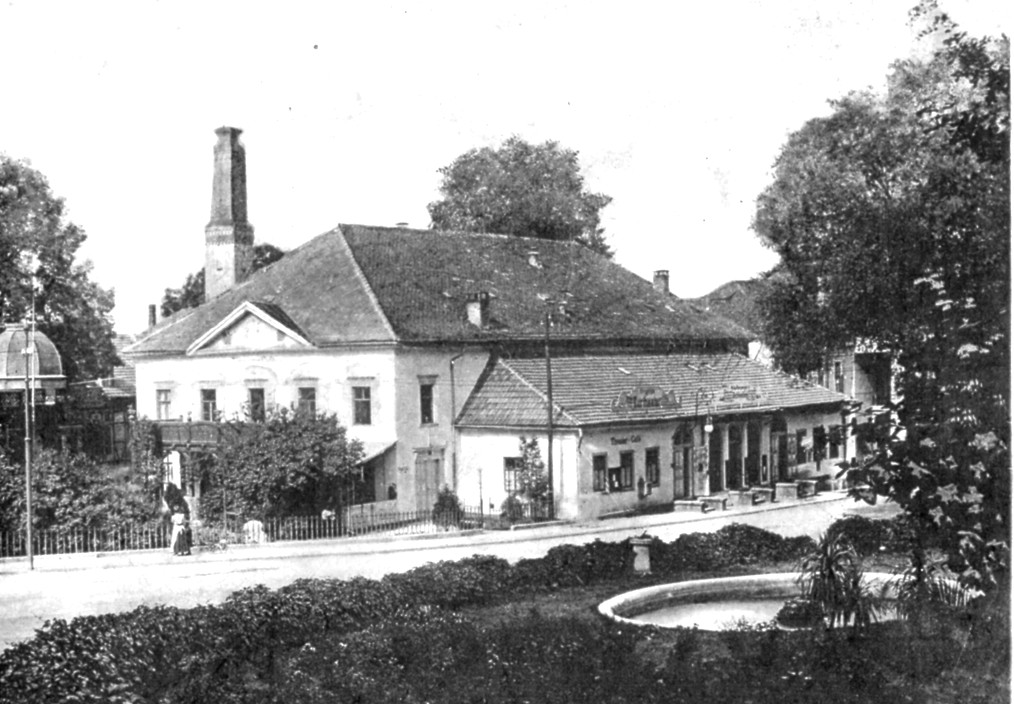
Theater um 1900

Unter der Regie des Herzogs Georg I. als Comödienhaus mit angeschlossenen Baderäumen im Frühjahr 1800 erbaut, wurde es am 10. August desselben Jahres mit einem Maskenball eröffnet, der von der Sachsen-Meiningischen Herzoglichen Hofkapelle begleitet wurde. Die erste offizielle Spielzeit, die auch Opern- und Schauspielaufführungen beinhaltete, ist aus dem Jahr 1801 überliefert, in der die Wittersche Schauspielergesellschaft zu Gast war. Im Laufe des 19. und 20. Jahrhunderts kam es immer mal wieder zur Einstellung des Spielbetriebs aufgrund finanzieller Probleme. In den 1870er Jahren gastierte das Meininger Hoftheater in der Regel im September in Vorbereitung auf seine europaweiten Gastspielreisen. In jenen Jahren erfolgte auch die Umbenennung in Kurtheater. Nach Gründung der DDR und bis zur Friedlichen Revolution im Jahr 1989 wurde das Haus regelmäßig von den Meiningern bespielt, aber auch andere Auftritte z. B. von Herbert Roth fanden hier statt.
Der heutige Eingang des Theaters mit dem Foyer entstand Anfang der 1930er Jahre, als mit dem Neubau des Badehauses eine zusammenhängende Einheit im klassizistischen Stil entstand. Das Comödienhaus war ursprünglich sogar mit einem Orchestergraben ausgestattet, der allerdings irgendwann den beengten Platzverhältnissen zum Opfer fiel. Die letzte große Renovierung des Theaters fand in den 1970er Jahren statt.
Nach der deutschen Wiedervereinigung wurde das Comödienhaus/Kurtheater nicht mehr regelmäßig bespielt. Im April 2002 fanden sich engagierte Liebensteiner Bürger zusammen, um in einer Arbeitsgruppe das damals für das Jahr 2004 angenommene 200-jährige Bestehen des Hauses vorzubereiten. Seitdem wird es wieder durchgehend bespielt. Die Arbeitsgruppe unter dem Vorsitz von Christian Storch firmierte zunächst rechtlich unter dem Dach des Fördervereins Altenstein – Glücksbrunn e. V. Im Jahr 2007 wurde unter dem neuen Vorsitz von Dr. Jochen Retzlaff ein eigener Förderverein KurTheater Bad Liebenstein e. V. gegründet, der die Organisation von 10–12 Veranstaltungen pro Jahr ehrenamtlich übernahm.
2006 wurden große Teile des nicht mehr benötigten und leerstehenden Badehauses abgerissen. Dadurch entspannte sich die Situation im Theater bezüglich Garderobe und Toiletten, die nun im linken Gebäudeteil untergebracht werden konnten. Damit fiel auch der Toiletteneingang im Foyer weg und das alte Erscheinungsbild mit Büste, umrahmt von zwei Spiegeln, wurde wieder hergestellt.
Im Jahr 2017 übernahm die im Jahr 2015 gegründete Bad Liebenstein GmbH die finanzielle Verantwortung für die noch vom Förderverein KurTheater gebuchten Veranstaltungen. Zum 15. September 2017 wurde mit Dr. Christian Storch erstmals ein eigener Intendant eingestellt, der fortan und bis heute für die Programmgestaltung und Organisation des Theaterbetriebs verantwortlich zeichnet. Der Förderverein KurTheater hat sich im Jahr 2019 aufgelöst.
Im Rahmen des Reformationsjubiläums 2017 wurde erstmals eine Eigenproduktion "Luthers Entführung" ins Leben gerufen, mit drei professionellen Schauspielern und über 30 Laiendarstellern. Die Premiere fand am 22. September 2017 statt. Das Stück sollte ursprünglich bis zum Jubiläum "500 Jahre Luthers Entführung" im Mai 2021 im Repertoire bleiben, wurde allerdings aufgrund der Corona-Pandemie erst im Mair 2022 abgespielt.
Seit 2019 gibt es das "Bad Liebensteiner Satirefest", zu dem in den vergangenen Jahren Kabarettgrößen wie Lisa Fitz, Simone Solga, Uwe Steimle und Ingo Appelt auftraten. Der Spielplan des Hauses ist vor allem auf das komödiantische Fach gerichtet, mit klassischen Schauspielkomödien, Kabarett, Comedy und humoristischen Abenden.
Am 10. August 2022 wurde der 222. Geburtstag des Hauses mit einer Festveranstaltung gefeiert. Am 18. März 2023 fand anlässlich des 150. Hochzeitstages von Herzog Georg II. von Sachsen-Meiningen und der Schauspielerin Ellen Franz erstmals ein Theaterball statt.
Der Spielplan 2024 ist der letzte im aktuellen Comödienhaus. Die Stadt Bad Liebenstein plant, mit Hilfe von EFRE-Fördermitteln das Haus ab 2025 grundlegend sanieren.

## Architektur
Das Comödienhaus wurde als kombiniertes Bade- und Theaterhaus errichtet. Innenliegend befand sich ein größerer Saal, der in den Anfangsjahren nicht nur als Theater, sondern auch als Ball- und Speisesaal genutzt wurde. Außen herum befanden sich die Badekammern auf zwei Etagen. Das Comödienhaus entsprach damit einer noch aus dem Barockzeitalter ererbten Kurarchitektur, wie sie auch in Brückenau, Bocklet oder Ems vorkam, seit dem späten 18. Jahrhundert aber von separaten Gebäudetypen abgelöst wurde.
Architekten des Comödienhauses waren Ferdinand Thierry, Bruder des Meininger Hofmalers Wilhelm Thierry, und der Meininger Architekt und Bauinspektor Johannes Feer (auch Fehr). Dies ist insoweit bemerkenswert, als Thierry zu diesem Zeitpunkt Student bei Friedrich Weinbrenner in Karlsruhe war, der wiederum als Kurarchitekt u. a. in Baden-Baden in die Geschichte eingegangen ist. Die Bühne dürfte damals in etwa so groß gewesen sein wie heute, also 12 × 10 × 4 m (B × T × H). Laut Grundriss gab es vier Kulissengassen auf jeder Seite der Bühne sowie einen Orchestergraben, der zu einem unbestimmten Zeitpunkt entfernt worden ist, ebenso wie die Herzogsloge.
Das Comödienhaus verfügt aktuell über 320 Sitzplätze (+ 4 Rollstuhlplätze) im Parkett und im Rang. Im Foyer finden ca. 60 Personen Platz. Im Zuge des letzten größeren Umbaus in den Jahren 1936/37 wurde der Eingang des Theaters auf die linke Seite verlegt. Fotos aus der Zeit um 1900 deuten jedoch darauf hin, dass bereits damals das Kurtheater nicht mehr über die großen Eingangsportale an der Stirnseite betreten wurde, sondern durch einen rechten Seiteneingang, in dem auch – offenbar nach Umnutzung der bisherigen Badekammern – ein Theatercafé untergebracht war.
Zeitgenössische Berichte belegen, dass die Außen- und Innenarchitektur klassizistisch schlicht gewesen sein muss. Allerdings ist heute von der ursprünglichen Inneneinrichtung und Dekoration nichts mehr übrig. Sie fiel den diversen Umbauten und Renovierungen zum Opfer und befindet sich heute auf dem Stand der 1970er Jahre.

## Aktuelles
Jedes Jahr finden im Comödienhaus um die dreißig Veranstaltungen statt, darunter das Bad Liebensteiner Satirefest und die Bad Liebensteiner Lachnacht. Auch Schulen, Kurkliniken und Vereine nutzen das Comödienhaus für eigene Veranstaltungen. Die Auslastung lag 2019 bei 67 %, 2023 bei knapp 80 %. Im Jahr 2023 gründeten Theaterenthusiasten einen neuen Verein, die Freunde des Comödienhauses e.V. Die Mitglieder unterstützen die Theaterintendanz am Einlass, beim Getränkeverkauf und der Garderobe, planen und organisieren den jährlichen Theaterball und planen die Aufführung eigener Theaterproduktionen.